# Pasternik Wrzawski
Pasternik Wrzawski – część wsi Wrzawy w Polsce, położona w województwie podkarpackim, w powiecie tarnobrzeskim, w gminie Gorzyce.
Rozpościera się na północ od centrum Wrzaw. Jest to najdalej na północ wysunięta miejscowość w widłach Wisły i Sanu.